# HD 225045
HD 225045，又名BD-20 6703，SAO 166014、HR 9095，是一颗恒星，视星等为6.25，位于銀經62.9，銀緯-76.84，其B1900.0坐标为赤經23h 57m 49.5s，赤緯-20° -76.84′ 18″。